# Kauzenmühle
Kauzenmühle ist ein Gemeindeteil des Marktes Giebelstadt im unterfränkischen Landkreis Würzburg in Bayern.

## Lage
Die Einöde liegt am Langwiesenbach, rund 15 Kilometer südlich von Würzburg auf der Flur zwischen den Giebelstadter Gemeindeteilen Ingolstadt und Sulzdorf.

## Geschichte
Am 4. Juni 1525 fand am Ort der heutigen Kauzenmühle die letzte Schlacht des Deutschen Bauernkriegs in Franken statt, in der die Bauernhaufen vom Heer des Schwäbischen Bundes vernichtend geschlagen wurden. Den Angaben von Lorenz Fries zufolge verloren etwa 5000 Bauern ihr Leben. Nach der Schlacht wurden 356 kampferfahrene Bauern, die sich auf die Burg des Florian Geyer zurückgezogen hatten, im Zuge der Erstürmung der Burg ebenfalls besiegt. Anschließend wurden die Dörfer Bütthard, Sulzdorf und Giebelstadt niedergebrannt.
Am 1. Mai 1978 wurde die Gemeinde Ingolstadt, zu der auch die Kauzenmühle gehörte, nach Giebelstadt eingemeindet.

## Die Mühle
Die Kauzenmühle (auch Kauzenmühle Haagmühle, Haagenmühle genannt) ist ein heute landwirtschaftlich genutztes Anwesen im Westen der Marktgemeinde Giebelstadt.
Unter Philipp Geyer von Ingolstadt wurde 1577 die Hagenmühle unter der Verwendung von Mauerresten des 1525 zerstörten Landschlosses Ingolstadt erbaut. 1831 wird der Weiler mit drei Häusern, 16 Einwohnern und einer Mühle beschrieben.  1875 wurden 4 Häuser, 5 Einwohner, 2 Pferde und 10 Rindviecher gezählt.  Im 19. Jahrhundert wurde eine Gastwirtschaft eröffnet. Nach dem Zweiten Weltkrieg wurde die Gastronomie geschlossen. Gegenwärtig wird die frühere Mühle landwirtschaftlich genutzt. Die Dächer der Nebengebäude sind mit Photovoltaikanlagen versehen.

### Sage
Von der Kauzenmühle aus soll nach Ortssagen ein unterirdischer Gang nach Giebelstadt zum Zobelschloss angelegt sein. 